# Seznam kultivarů rodu narcis
Seznam kultivarů rodu narcis (Narcissus). První sloupec uvádí název kultivaru, druhý reprezentativní fotku, třetí jména osob, kteří kultivar vyšlechtili. Pokud nejsou známy je uvedeno kurzivou neznámo. Následuje rok vyšlechtění, původci, tedy taxony, které daly kultivaru vzniknout. Poté oddělení – kultivary narcisů se obecně dělí do dvanácti oddělení, podle tvaru květu. Poslední sloupec obsahuje odkazy na galerie fotek na Wikimedia Commons.
| Název           | Fotka | Šlechtitelé         | Rok vyšlechtění | Původci                                           | Oddělení                | Odkaz na Commons                                             |
| --------------- | ----- | ------------------- | --------------- | ------------------------------------------------- | ----------------------- | ------------------------------------------------------------ |
| Las Vegas       |       | D. van Buggenum     | 1981            | neznámo                                           | 1, trubkovité kultivary | Kategorie „Narcissus 'Las Vegas'“ na Wikimedia Commons       |
| Golden Harvest  |       | Warnaar & Co., Ltd. | před 1920       | Narcissus 'Golden Spur' × Narcissus 'King Alfred' | 1, trubkovité kultivary | Kategorie „Narcissus 'Golden Harvest'“ na Wikimedia Commons  |
| All Inn         |       |                     |                 |                                                   |                         | Kategorie „Narcissus 'All Inn'“ na Wikimedia Commons         |
| Amadeus Mozart  |       |                     |                 |                                                   |                         | Kategorie „Narcissus 'Amadeus Mozart'“ na Wikimedia Commons  |
| Calexico        |       |                     |                 |                                                   |                         | Kategorie „Narcissus 'Calexico'“ na Wikimedia Commons        |
| Capre Elisabeth |       |                     |                 |                                                   |                         | Kategorie „Narcissus 'Capre Elisabeth'“ na Wikimedia Commons |
| Catalyst        |       |                     |                 |                                                   |                         | Kategorie „Narcissus 'Catalyst'“ na Wikimedia Commons        |
| Chasseur        |       |                     |                 |                                                   |                         | Kategorie „Narcissus 'Chasseur'“ na Wikimedia Commons        |
| Eater Beauty    |       |                     |                 |                                                   |                         | Kategorie „Narcissus 'Eater Beauty'“ na Wikimedia Commons    |
| Green Star      |       |                     |                 |                                                   |                         | Kategorie „Narcissus 'Green Star'“ na Wikimedia Commons      |
| La Salle        |       |                     |                 |                                                   |                         | Kategorie „Narcissus 'La Salle'“ na Wikimedia Commons        |
| Lemon Springs   |       |                     |                 |                                                   |                         | Kategorie „Narcissus 'Lemon Springs'“ na Wikimedia Commons   |
| Magic Charm     |       |                     |                 |                                                   |                         | Kategorie „Narcissus 'Magic Charm'“ na Wikimedia Commons     |
| Mondragon       |       |                     |                 |                                                   |                         | Kategorie „Narcissus 'Mondragon'“ na Wikimedia Commons       |
| Pipit           |       |                     |                 |                                                   |                         | Kategorie „Narcissus 'Pipit'“ na Wikimedia Commons           |
| Tommy's White   |       |                     |                 |                                                   |                         | Kategorie „Narcissus 'Tommy's White'“ na Wikimedia Commons   |
| Nordic Rim      |       |                     |                 |                                                   |                         | Kategorie „Narcissus 'Nordic Rim'“ na Wikimedia Commons      |
| Saturnus        |       |                     |                 |                                                   |                         | Kategorie „Narcissus 'Saturnus'“ na Wikimedia Commons        |
| Scarlet Tanager |       |                     |                 |                                                   |                         | Kategorie „Narcissus 'Scarlet Tanager'“ na Wikimedia Commons |
| Unique          |       |                     |                 |                                                   |                         | Kategorie „Narcissus 'Unique'“ na Wikimedia Commons          |
| Best Seller     |       | D. van Buggenum     | 1970            | Narcissus 'Dutch Master' × Narcissus 'Gold Medal' | 1, trubkovité kultivary | Kategorie „Narcissus 'Best Seller'“ na Wikimedia Commons     |
| Dutch Master    |       | neznámo             | před 1930       | neznámo                                           | 1, trubkovité kultivary | Kategorie „Narcissus 'Dutch Master'“ na Wikimedia Commons    |
| Gipsy Queen     |       | Alec Gray           | 1969            | Narcissus minor × Narcissus asturiensis           | 1, trubkovité kultivary | Kategorie „Narcissus 'Gipsy Queen'“ na Wikimedia Commons     |